# Лаховський Арнольд Борисович

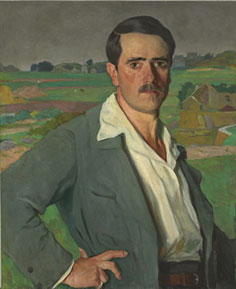
А. Б. Лаховський, автопортрет, 1910-ті роки

Арнольд Борисович Лаховський (27 січня 1880, Чорнобиль, Київська губернія — 7 січня 1937, Мангеттен, Нью-Йорк) — художник і скульптор українсько-єврейського походження, відомий своїми пейзажами.
Був професором акварельного живопису на Вищих жіночих Архітектурних курсах. Писав пейзажі російських та європейських міст, рідше — жанрові картини та портрети. У 1908—1909 роках викладав у Школі мистецтв та ремесел «Бецалель» у Єрусалимі.

## Біографія
Арнольд Борисович Лаховський народився 27 січня 1880 року в Чорнобилі, Російська імперія (нині Україна). У 1902 році закінчив Одеське художнє училище, де навчався у К. Костанді та Г. Ладиженського. Потім займався в майстерні Маро в Академії образотворчих мистецтв у Мюнхені, відвідував заняття в школі в Ашбі, працював у Ворумсі. У 1904 році приїхав до Петербурга і вступив до ВХУ при Петерубрзькій академії мистецтв, навчався у майстерні І. Ю. Рєпіна (з 5 квітня 1907 р.). В 1908 році на літні канікули поїхав до Палестини, де захворів, і рік і три місяці прожив у Єрусалимі, був викладачем у школі «Бецалель». За невідвідування занять у ВХУ рішенням Ради професорів було відраховано з ВХУ. На прохання, подане на ім'я ректора В. О. Беклемішева, відновлено та зараховано до майстерні П. П. Чистякова. 25 листопада 1909 подав прохання про переведення його в майстерню професора О. О. Кисельова, після смерті якого в 1911 він перейшов до М. Н. Дубовського. Закінчив ВХУ при Петербурзькій академії мистецтв за вищим розрядом 1 листопада 1912 року. У 1912 отримав звання художника за картину «Останні промені».
Лаховський жив у Петербурзі. Був членом Товариства художників імені А. І. Куїнджі (з 1915 року) і ТПХВ (з 1916 року). В листопаді 1915 року став засновником Єврейського товариства заохочення мистецтв, увійшов в його ревізійну комісію і в раду художньої секції, брав участь в художніх аукціонах на користь євреїв — жертв війни.
У 1925 році Лаховський поїхав до Парижу на запрошення Люксембурзького музею. Був членом Правління секції художників Спілки діячів російського мистецтва у Франції (1933). Член-засновник масонської ложі "Вільна Росія" (1931). У 1927—1930 роках у галереї Ж. Шарпантьє проходить ряд персональних виставок художника.
У 1933 році переїхав до Нью-Йорка, де головним джерелом заробітку для нього стали замовні портрети. У 1935 році разом із Б. Д. Григор'євим та О. Є. Яковлєвим викладав у художній школі Музею витончених мистецтв у Бостоні.
Лаховський помер у шпиталі Бет Ісраель (Beth Israel) у Нью-Йорку від гострого білокрів'я, що ускладнилося двостороннім запаленням легенів, 7 січня 1937 року . Похований на цвинтарі Бет-Давід (Beth David) у м. Елмонт на Лонг-Айленді, штат Нью-Йорк.
Брат — художник Нута Беркович Лаховський (1888-1908), також закінчив Одеське художнє училище, був студентом ВХУ при Петербурзькій академії мистецтв, 666 книжковим ілюстратором, співробітником низки сатиричних журналів. Трагічно загинув.

## Пам'ять
- У жовтні 1937 року у галереї J. Charpentier була організована меморіальна виставка, де експонувалися його пейзажі Петрограда, Пскова, Венеції, Нормандії, Бельгії, Альп, озера Анесі.
- 29 листопада 1937 року у Парижі відбувся вечір пам'яті Лаховського.
- У вересні 2015 року в Самарі (у галереї «Вікторія») відбулася перша у сучасній Росії виставка робіт Арнольда Лаховського.
- Персональною виставкою О. Лаховського «Зачарований мандрівник» (першою в Москві) відкрився 28 травня 2016 Музей російського імпресіонізму.